# Портрет графини д’Оссонвиль
«Портрет графини д’Оссонвиль» — картина Жана Огюста Доминика Энгра, французского художника, написанная в 1845 году. На портрете изображена Луиза де Брольи, графиня д’Оссонвиль, из богатого аристократического семейства Брольи. Принцесса де Брольи, которую Энгр позднее изобразил около 1851—1853 годов, была замужем за братом Луизы Альбером де Брольи, французским политиком, дипломатом и писателем. Получившая прекрасное образование, Луиза де Брольи впоследствии стала эссеистом и биографом, опубликовала исторические романы, основанные на жизни лорда Байрона, Роберта Эммета и Маргариты Валуа.
Картина является одним из немногих заказных портретов, написаных Энгром в то время, поскольку его больше интересовала историческая живопись, которая, к его разочарованию, была гораздо менее прибыльным источником дохода, чем портреты. Он сделал подготовительный эскиз и начал работу над картиной двумя годами ранее, но отказался от заказа, когда де Брольи забеременела и уже не могла позировать в течение длительного времени, которое он требовал, а она в любом случае находила это бесконечным и «скучным». Последняя работа подписана и датирована в левом нижнем углу.

## История создания

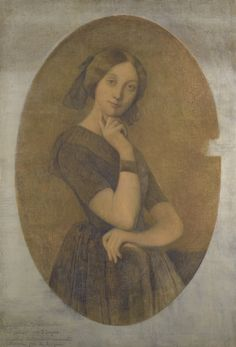
Первая версия «Портрета графини д’Оссонвиль», 1842 год

К 1845 году слава Энгра достигла своего апогея, и он был востребован как портретист. Хотя это приносило доход, он находил этот формат отвлекающим и уступающим его основному увлечению — исторической живописи. В то время он написал только два портрета: нынешнюю работу и «Портрет баронессы де Ротшильд». Сегодня, однако, Энгр наиболее известен именно благодаря портретам, подобных этим.
Луизе де Брольи (1818—1882) на момент написания портрета было 27 лет. За два-три года до этого Энгр сделал подготовительный набросок мелом и начал писать картину маслом на холсте, исключая зеркало и отражённые образы и меняя позу, но работа была заброшена. Сеансы были долгими и медленными, и де Брольи находила их утомительными, в какой-то момент пожаловавшись, что «последние девять дней Энгр рисовал одной рукой». Из-за беременности третьим ребёнком она не могла позировать дальше, и картина 1842 года осталась незавершённой.
Энгр позже жаловался, что был недоволен окончательным портретом де Брольи и что ему не удалось полностью передать её очарование. Он почувствовал облегчение, когда портрет был одобрен её семьей, написав, что «семья, друзья и, прежде всего, любящий отец [герцог де Брольи] были в восторге от него. Наконец, чтобы увенчать работу, месье Тьерс — а я не присутствовал при этом — пришёл посмотреть на картину вместе с объектом и несколько раз повторил ей это злобное замечание: „Месье Энгр, должно быть, влюблён в вас, раз написал вас такой“. Но всё это не вызывает у меня гордости, и я не чувствую, что передал все достоинства очаровательной модели».

## Описание
Картина написана в бледно-голубых, серых, коричневых, золотистых и белых тонах. Мадам де Брольи изображена полностью фронтально, она смотрит на зрителя со сдержанным выражением лица, интенсивность которого часто сравнивали с его более поздним «Портретом мадам Муатесье». Энгр вновь вводит мотив, впервые появившийся в его «Портрете мадам де Сенонн» 1814 года, — центральная фигура отражается в зеркале на заднем плане.
Она одета в складчатое платье из холодного серо-голубого атласа, окрашенное в тот же оттенок, что и её глаза. Волосы разделены на пробор и перевязаны сзади малиновой лентой. На комоде перед зеркалом лежат различные письменные принадлежности, стоят горшки с цветами и богато украшенная восточная ваза. Центральный мотив последней картины и её предшественниц — поднятый указательный палец левой руки, жеманно поднесённый ко рту, и извилистая, неестественно удлинённая правая рука.
Картина была представлена на выставке Bonne-Nouvelle 1846 года вместе с «Большой одалиской» 1814 года и «Одалиской и рабыней» 1842 года, где все три работы были отмечены французским поэтом Шарлем Бодлером за их «сладострастие»; после выставки он назвал Энгра квинтэссенцией женской живописи и назвал такие портреты высшими достижениями художника.

## Провенанс

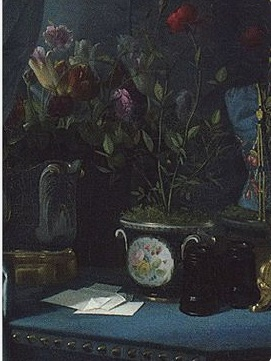
Деталь

Картина оставалась в частном владении семьи в течение восьмидесяти лет, хотя иногда выставлялась на всеобщее обозрение. Первая выставка в Париже в 1846 году вызвала «бурю одобрения среди её семьи и друзей», писал Энгр другу. Портрет выставлялся в 1855, 1867, 1874 и 1910 годах, был гравирован в 1889 и снова в 1910 году; также распространялся в виде фотографии.
После смерти Поля-Габриэля д’Оссонвиля в 1924 году его потомки продали картину в счёт уплаты налогов на имущество арт-дилеру Жоржу Вильденштейну, у которого в 1927 году она была приобретена коллекцией Фрика за 125 000 долларов. С момента открытия дома Генри Клея Фрика в качестве музея в 1935 году она почти постоянно выставляется в Нью-Йорке. В отличие от других работ, приобретенных непосредственно Фриком, «Портрет графини д’Оссонвиль» может быть одолжен и выставлен в другом месте.